# 포프 윌리엄
포프 윌리엄(일본어: ポープ・ウィリアム, 1994년 10월 21일 ~ )는 일본의 축구 선수로 포지션은 골키퍼이다. 현재 요코하마 F. 마리노스에서 뛰고 있다.

## 구단 경력
그는 2013년부터 J리그의 도쿄 베르디, FC 기후, 가와사키 프론탈레, 오이타 트리니타, 파지아노 오카야마, FC 마치다 젤비아에서 뛰었다.

## 국가대표팀 경력
그는 2013년 AFC U-22 축구 선수권 대회에 참가할 일본 국가대표팀에 발탁되었다. 2014년 아시안 게임에도 출전했다.